# Phyllanthus vichadensis
Phyllanthus vichadensis är en emblikaväxtart som beskrevs av Léon Camille Marius Croizat. Phyllanthus vichadensis ingår i släktet Phyllanthus och familjen emblikaväxter.
Artens utbredningsområde är Colombia. Inga underarter finns listade i Catalogue of Life.